# Nicole Theriault
Pour les articles homonymes, voir Nikki.
Nicole Theriault (Thai : นิโคล เทริโอ), surnommée Nikki (ชื่อเล่น: กี้ หรือ นิกกี้), née le 23 juin 1972 dans le comté de Los Angeles en Californie (États-Unis), est une actrice et chanteuse thaïlandaise. 
Elle est populaire en Thaïlande depuis 1998 où elle connut d'emblée le succès avec les albums Ka-Po-Lo Club et Funny Lady.

## Biographie
Née en Californie, Nicole Theriault est la fille d'un couple mixte. En effet, son père est un journaliste de radio franco-américain et sa mère est d'origine thaïe et femme d'affaires.
Nicole commence sa scolarité à Bangkok, au Twinkle Star Kindergarten (jardin d'enfants) et effectue son premier cycle, durant trois ans à la Ruamrudee International School (école bilingue). Elle continue son éducation pour les trois années suivantes à la Preparatory School aux États-Unis. Sa famille retourne alors à Bangkok, où elle termine son second cycle. Puis elle rejoint l'Assumption University de Bangkok pour deux ans, mais passe sa licence en Arts au Framingham College de l'Université homonyme. Dans les mêmes années, elle obtient son bac, section économie (Business bachelor) au Columbia College à Chicago.
Nicole fait ses débuts de chanteuse dans l'émission américaine Star Search competitions en 1996 et sort son premier album deux ans plus tard.
Elle joue aussi dans des séries télévisés et dans le film One Night Husband.
Nicole épouse Jirasuk Panphum le 24 janvier 2004. Après avoir eu un fils prénommé Tigger, ils divorcent le 15 février 2008.

## Discographie

### Albums
- 1998 : Ka-Po-Lo Club (กะ-โป-โล-คลับ)
- 1999 : Funny Lady (บุษบาหน้าเป็น)
- 2000 : Another Part of Me
- 2000 : Seven
- 2001 : นิโคลพันธุ์ดุ (Dangereuse Nicole)
- 2001 : Merry Christmas
- 2001 : PlayTime
- 2002 : Two faces of Love
- 2003 : หัวใจเดินทาง (On the Way)

### Albums spéciaux
- 1999 : Funny Lady, Acoustic Version (บุษบาหน้าเป็น อะคูสติกเวอร์ชัน)
- 2000 : Another Part of Me
- 2000 : Seven
- 2001 : Playtime
- 2001 : Merry Christmas
- 2002 : Two Faces of Love
- 2007 : Nicole Beautiful Life.

## Performances scéniques
- 2000 : Aroka
- 2009 : Breath the Musical (Lomhaijai The Musical)

## Séries télévisées
- 2014 : Fairy Magic (เล่ห์นางฟ้า)
- 2015 : Ugly Betty Thailand (The Ugly Duckling / ยัยเป็ดขี้เหร่)
- 2015 : Halfwords (saison 2)
- 2018 : The Next Boy / Girl Band Thailand (productrice)
- 2018 / 2019 : Bangkok Love Stories: Innocence (série Netflix)

## Filmographie
- 2003 : One night husband (คืนไร้เงา /Kuen Rai Ngaow)
- 2009 : Phobia 2 (ห้าแพร่ง / 5 Praeng)
- 2012 : Virgin Am I (รักแรกกระแทกจิ้น)
- 2015 : Zero Tolerance